# Nekrolog 1438
Nekrolog
◄◄
| ◄
| 1434
| 1435
| 1436
| 1437
| 1438 | 1439 | 1440 | 1441 | 1442 | ► | ►►
Weitere Ereignisse | Allgemeiner Nekrolog 1438
Die Beschreibung der verstorbenen Person sollte so kurz wie möglich gehalten sein und nur deren signifikante Tätigkeit(en) enthalten.
Neue Namen ggf. auch unter dem Geburts- und Sterbedatum, also etwa unter 1. Januar und im Geburts- und Sterbejahr (2024) eintragen (nur bei entsprechender großer Wichtigkeit). Für Beispiele siehe die schon vorhandenen Artikel.
Außerdem über die fünf zuletzt Verstorbenen, zu denen es einen ausreichend guten Artikel für eine Präsentation auf der Hauptseite gibt, nach der todesbedingten Überarbeitung der Artikel ggf. auch unter Wikipedia Diskussion:Hauptseite informieren und sie am besten auch in den anderen Wikipedia-Sprachversionen eintragen. Tipp: Regelmäßig bei news.google.de nach „ist tot“, „gestorben“ oder „verstorben“ suchen.
Wenn eine Person gestorben ist, gibt es viele Seiten zu dieser Person in der Wikipedia, die davon auch betroffen sind und entsprechend aktualisiert werden müssen. Beispiele: Namenübersichtsseite, Geburtsjahr, Geburtsort-Seiten und viele mehr.
Wie finde ich die betroffenen Seiten?
Im Suchfeld auf der linken Seite gibt man den Suchbegriff so ein: „Vorname Nachname“. Dann klickt man auf Volltext und alle Seiten mit entsprechendem Suchtext werden aufgerufen. Hier sieht man dann schnell, wo auch das Todesjahr Sinn macht oder sogar ein Teil des Artikels angepasst werden muss. Auch hilft das „Werkzeug“ auf der linken Seite sehr gut, um solche Seiten aufzufinden: „Links auf diese Seite“. Somit ist die Wikipedia wieder aktuell in allen Bereichen! Hinweis: bei Eintragung der Kategorie „Gestorben JAHR“ wird der Missbrauchsfilter 49 ausgelöst, was jedoch nicht schlimm ist. Siehe: Spezial:Missbrauchsfilter/49
Dies ist eine Liste von im Jahr 1438 verstorbenen bekannten Persönlichkeiten. Die Einträge erfolgen innerhalb der einzelnen Daten alphabetisch sortiert. Tiere sind im Nekrolog für Tiere zu finden.

## Januar
| Tag        | Name            | Beruf, bekannt als               | Alter | Beleg |
| ---------- | --------------- | -------------------------------- | ----- | ----- |
| 6. Januar  | Edward Hastings | englischer Ritter                | 55    |       |
| 29. Januar | John Merbury    | englischer Politiker und Beamter |       |       |

## Februar
| Tag         | Name             | Beruf, bekannt als | Alter | Beleg |
| ----------- | ---------------- | ------------------ | ----- | ----- |
| 26. Februar | Hermann von Gnas | Bischof von Lavant |       |       |

## Juni
| Tag     | Name    | Beruf, bekannt als                         | Alter | Beleg |
| ------- | ------- | ------------------------------------------ | ----- | ----- |
| 7. Juni | Barsbay | Sultan der Mamluken in Ägypten (1422–1438) |       |       |

## Juli
| Tag     | Name  | Beruf, bekannt als        | Alter | Beleg |
| ------- | ----- | ------------------------- | ----- | ----- |
| 2. Juli | Ernst | Herzog von Bayern-München |       |       |

## August
| Tag        | Name           | Beruf, bekannt als    | Alter | Beleg |
| ---------- | -------------- | --------------------- | ----- | ----- |
| 13. August | Johannes Nider | deutscher Dominikaner |       |       |

## September
| Tag           | Name                                       | Beruf, bekannt als             | Alter | Beleg |
| ------------- | ------------------------------------------ | ------------------------------ | ----- | ----- |
| 9. September  | Eduard                                     | König von Portugal (1433–1438) | 46    |       |
| 12. September | Margarethe von Reischach                   | deutscher Zisterzienserin      |       |       |
| 24. September | Jacques II. de Bourbon, comte de La Marche | Graf von La Marche und Castres |       |       |

## Oktober
| Tag         | Name                 | Beruf, bekannt als                          | Alter | Beleg |
| ----------- | -------------------- | ------------------------------------------- | ----- | ----- |
| 16. Oktober | Anne of Gloucester   | Enkelin des englischen Königs Eduard III.   | 55    |       |
| 20. Oktober | Jacopo della Quercia | italienischer Bildhauer der Frührenaissance |       |       |
| 28. Oktober | Pietro Loredan       | venezianischer Admiral                      |       |       |

## November
| Tag          | Name        | Beruf, bekannt als             | Alter | Beleg |
| ------------ | ----------- | ------------------------------ | ----- | ----- |
| 11. November | Johann III. | Herzog zu Mecklenburg-Stargard |       |       |

## Dezember
| Tag          | Name                | Beruf, bekannt als                     | Alter | Beleg |
| ------------ | ------------------- | -------------------------------------- | ----- | ----- |
| 29. Dezember | Charles I. de Rohan | französischer Adliger aus der Bretagne |       |       |

## Datum unbekannt
| Tag | Name                     | Beruf, bekannt als                                                                                         | Alter | Beleg |
| --- | ------------------------ | --- | ----- | ----- |
|     | Nesa von Aarberg         | Basler Franziskanerin                                                                                      |       |       |
|     | Johann Ebser             | Bischof von Chiemsee                                                                                       |       |       |
|     | Konrad Justinger         | Stadtschreiber und Chronist von Bern                                                                       |       |       |
|     | Keo Phim Fa              | Königin von Lan Chang                                                                                      |       |       |
|     | Kham Koert               | König von Lan Chang                                                                                        |       |       |
|     | Khedrub Je               | 3. Ganden Tripa der Gelug-Tradition des tibetischen Buddhismus; wurde postum als 1. Panchen Lama anerkannt |       |       |
|     | Hermann Korner           | Söldnerführer, Lesemeister und Lübecker Chronist                                                           |       |       |
|     | Haupt II. von Pappenheim | Reichserbmarschall                                                                                         |       |       |
|     | Qara Iskander            | Herrscher der Qara Qoyunlu                                                                                 |       |       |
|     | Richard d’Étampes        | Graf von Étampes                                                                                           |       |       |
|     | Albert Varrentrapp       | deutscher Gelehrter, Sekretär König Sigismunds und Teilnehmer des Konstanzer Konzils                       |       |       |